# Karl W. Gullers

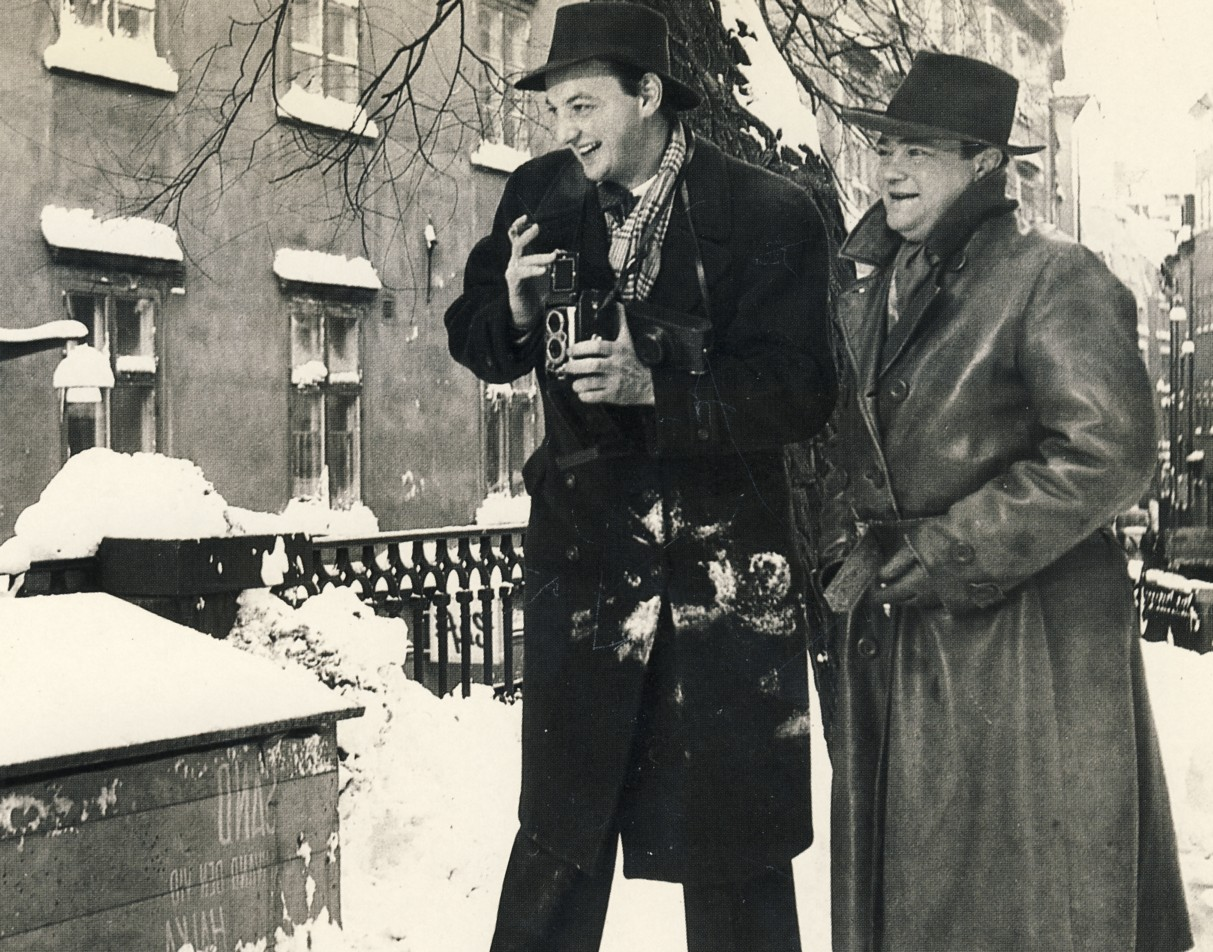
Spisovatel Stig Trenter (vpravo) se svou fiktivní postavou Harrym Fribergem (fotograf Karl W. Gullers)

Karl Werner Edmund (KW) Gullers (5. září 1916, Stockholm – 21. února 1998) byl švédský novinářský a komerční fotograf a také předloha pro kriminální román Stiega Trentera Harry Friberg. Gullers založil své fotografické podnikání v roce 1938 pod názvem Studio Gullers a byl aktivní až do roku 1978.

## Raná léta
Gullers byl jedním z pěti dětí Emila, právníka a farmářova syna z Risingu v Östergötlandu (jeden ze zakladatelů dnešní Švédské liberální strany) a učitelky Anny Charlotty Gullersové. Vyrůstal v Klaře, nejcentrálnější farnosti ve Stockholmu. Jeho bratr byl Arvid Gullers a nevlastní sourozenci Waldemar Gullers, Maj Amalia Gullers, Sigrid Augusta Järemo a Emil Ragnar Gullers. Často si půjčoval fotoaparát svého bratra a ve dvanácti letech mu otec koupil jeho vlastní, krabicový fotoaparát Kodak Brownie.
O tři roky později, v roce 1932, začal pracovat pro Anderse Forsnera, předního fotografa ve Stockholmu, který mu dal fotografické vzdělání. Po několika hodinách také fotografoval a učil se využívat dostupné světlo, které nadále upřednostňoval i pro průmyslovou fotografii. Byl jedním ze zakladatelů Blixthatarnas förening („Asociace nenávidící záblesky“) pro skalní novinářské fotografy. V osmnácti letech dostal stipendium na cestu do Anglie. Výlet vzbudil jeho zájem o fotožurnalistiku.

## Fotografie
Po návratu do Švédska začal Gullers spolupracovat s fotografem Janem de Meyerem, známým svými výraznými high-key portréty, na adrese Kungsgatan 19, v místě, kde měl Gullers své studio dvacet let. Tři léta také pracoval jako letecký fotograf ve společnosti Aeromateriel AB a produkoval fotografie pro první knihu zachycující Švédsko ze vzduchu.
V roce 1938 Gullers založil vlastní společnost Studio Gullers na adrese St. Eriksgatan ve Stockholmu, kterou provozoval čtyřicet let. Později zaměstnal další fotografy, aby pomáhali s jeho rozvíjejícím se obchodem; zejména jeho syn Peter Gullers, který se později stal fotografem architektury a také publikoval mnoho knih, Bo Trenter (syn jeho přítele Steiga) a Georg Sessler a Björn Enström, kteří tam oba pracovali dvacet pět let. Asistentkou byla Gullersova tehdejší manželka Ingvor a Magda Perssonová, zkušená kopistka, obě přijaté ze studia Jana de Meyera. Po několika letech v St. Eriksgatan se Studio Gullers přestěhovalo do jednoho z věžových domů Kungstorn z roku 1906 na Kungsgatan 30. Studio Gullers AB Gullers Production Ltd také vydávalo knihy.
Dne 1. září 1939 byl Gullers nasazen jako voják do Västerås a později jako válečný fotograf. Tam se spřátelil se Stiegem Trenterem, který na jeho příběhu založil svůj román Harry Friberg. Zůstali si blízcí až do Trentersovy smrti v roce 1967 a spisovatelské romány byly použity jako scénáře televizního dramatického seriálu z roku 1987, ve kterém roli Harryho Friberga ztvárnil Örjan Ramberg; Träff i helfigur, Lysande landning a Idag röd. V doprovodném dokumentu TV Movie Stieg Trenter – Ett porträtt se Gullers zahrál sám sebe.
Hned po válce odešel Gullers do USA, kde pracoval pro časopisy a realizoval průmyslovou fotografii. Fascinován fotoknihami, které se v té době začaly objevovat v USA, a setkáním s mnoha fotografy, kteří je vyráběli, se inspirovaný vrátil do Stockholmu. Našel si vydavatele obrázkové knihy o Stockholmu, která vyšla v roce 1946. V roce 1947 Ziff-Davis v Chicagu také vydal jednu ze svých prvních knih. Začal trávit asi 200 dní v roce cestováním po světě.

## Uznání a přínos

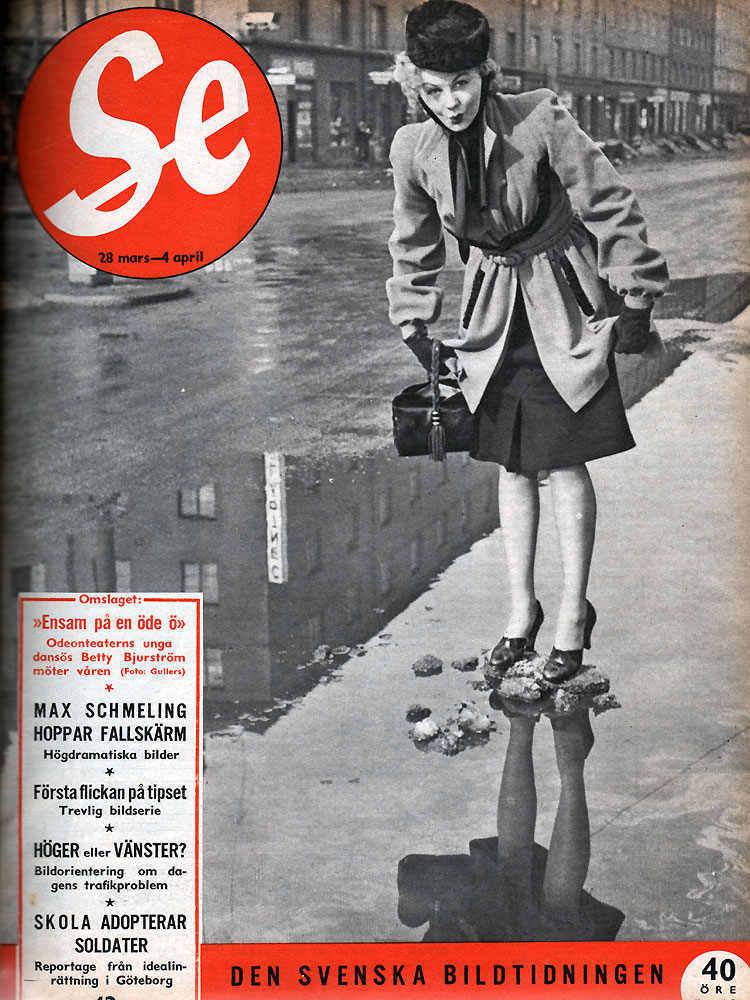
Betty Bjurström na obálce SE, č. 13, 1941

V letech 1938–1946 přispíval Gullers obrázky do řady švédských a zahraničních časopisů, včetně Picture Post, Illustrated, Se a Vi, a také sám psal články. Gullers měl svou první výstavu A bit of Sweden v Londýně v roce 1942. Obrázky pocházely především z jeho dokumentace Švédska během války a propagandy, kterou vytvořil pro vládu, ale také pro švédský průmysl.
V roce 1953 se Gullers stal předsedou společnosti Svenska Fotografers Förbund (SFF). Více než čtyři roky ve funkci předsedy spolupracoval mimo jiné s Kerstin Bernhard a Karlem Sandelem na standardech školení a právních a cenových otázkách. Jeho nástupcem se stal Curt Götlin. Gullers byl také patnáct let aktivní v Nordiska fotografförbundet („Severská fotografická asociace“) a byl zakládajícím členem Europhotu (Evropské asociace pro fotografa).
Byl zařazen na výstavu Postwar European Photography (Poválečná evropská fotografie), 26. května až 23. srpna 1953, v Muzeu moderního umění. Gullers prezentoval švédskou chudobu, a když Edward Steichen viděl karelskou babičku, která objímala svou vnučku na nízké posteli, její bosé nohy spočívaly na opotřebovaných prknech a houpala dítě v provizorní kolébce. Vybral tento snímek pro světovou putovní výstavu Muzea moderního umění Lidská rodina, kterou vidělo 9 milionů návštěvníků.
Od roku 1957 se Gullers stal jedním z prvních stockholmských ateliérů s vlastní laboratoří pro barevnou fotografii procesem typu C, která po dobu dvanácti let produkovala tisíce fotografií týdně, a za provize od velkých švédských společností ASEA, Astra, Fiskeby, Volvo, Svenska Metallverken, Stora, Kopparberg, Möln-lycke Väfveriakriebolag, mimo jiné pořízené výhradně pomocí švédské středoformátové kamery Hasselblad. Výsledkem bylo, že jeho knihy byly od té doby výhradně barevné. Představil výstavu Swedish Industry in Colour (Švédský průmysl v barvě), která byla součástí kampaně Sweden Comes to Britain 1961–62 (Švédsko přichází do Británie v letech 1961–62), v sídle Federace britského průmyslu na londýnské Tothill Street a barevný tisk 85 obrázků byl financován zřizujícími společnostmi.
Gullers byl prvním švédským fotožurnalistou, který měl samostatnou výstavu ve Švédsku v galerii De Unga ve Stockholmu, po mezinárodních výstavách jeho díla v Londýně, New Yorku a Chicagu a jinde. V roce 1963 oslavilo Studio Gullers své dvacáté páté narozeniny velkou výstavou na Ealing Technical College 19. – 31. března a knihou Made in Sweden.

## Dědictví
V roce 1990 zakoupilo Severské muzeum Gullerovu sbírku obrazů z let 1938–1978. Sbírka obsahuje přibližně 470 000 negativů, černobílých i barevných, většinou ve formátu 6x6. K dispozici je také přibližně 5 000 archivních kopií o rozměrech 24x30 cm a více než 100 000 kontaktních archů. Sbírka také obsahuje knihu negativů , kopii prvních vydání šedesáti dvou knižních titulů, tiskové zprávy a dvě fotografické kamery; jeho Kodak Brownie a Rolleiflex. Mezi náměty jeho portrétů jsou Charlie Chaplin (1945), Ingrid Bergman (1945), Ingrid Bergman a Alfred Hitchcock (1946), Gregory Peck (1945), Orson Welles (1952), John Steinbeck (1947), Bruno Mathsson (1951), Duke Ellington (1945), princ Bertil Švédský (1940), Astrid Lindgren (1952) a princ Karel XVI. Gustav (1952).

## Osobní život
V roce 1937 se Gullers oženil s Ingvor Margaretou Albertsovou (4. dubna 1914 – 21. srpna 2009). Měli syna Petera (nar. 1938), dvě dcery Ingelu Rudebeck Gullers (1949–1973) a Kristinu Gullers (Levander). Gullers se později oženil se spisovatelkou Barbarou Donnelyovou.

## Výstavy
- 1946: Jan 20–Feb 3, Sweden: A Workshop of Democracy, American Swedish Historical Museum, samostatná výstava padesáti fotografií.[13]
- 1948 samostatná výstava, De Unga Gallery, Stockholm
- 1960 Swedish Industry in Colour during 'Sweden Comes to Britain 1961–62' exposition at the Federation of British Industries headquarters, Tothill Street, Londýn
- 1963 samostatná výstava at Ealing Technical College, Londýn, 19.–31. března
- 1993 KW Gullers: Photo Memories, Mölndal museum
- 2013: Jan 16–Aug 18 Folkhemmets kändisar ('Celebrity Photographs'), group exhibition from the collection, Severské muzeum.
- 2013–2015: fotografie zařazeny do putovní skupinové výstavy Folkhemmets room[14], Severské muzeum

- 1946: 20. ledna – 3. února, Švédsko: Dílna demokracie, Americké švédské historické muzeum, samostatná přehlídka padesáti fotografií.[13]
- 1948 samostatná výstava, Galerie De Unga, Stockholm[15]
- 1960 Švédský průmysl v barvě během expozice „Švédsko přichází do Británie 1961–62“ v sídle Federace britského průmyslu, Tothill Street, Londýn
- 1963 samostatná výstava na Ealing Technical College v Londýně, 19.–31. března
- 1993 KW Gullers: Photo Memories, muzeum Mölndal
- 2013: 16. ledna – 18. srpna Folkhemmets kändisar ('Celebrity Photographs'), skupinová výstava ze sbírky, Severské muzeum
- 2013–2015: obrázky zařazeny do putovní skupinové výstavy Folkhemmets room[14], Severské muzeum

## Fotograf filmu
Gullers fotografoval několika televizních dramat napsaných Steigem Trenterem.
- 1987 Träff i helfigur (TV film) (fotograf – jako K W Gullers)
- 1987 Lysande Landning (TV film) (fotograf – jako K W Gullers)
- 1987 Idag röd (TV film) (fotograf – jako K W Gullers)

## Galerie

### Portréty

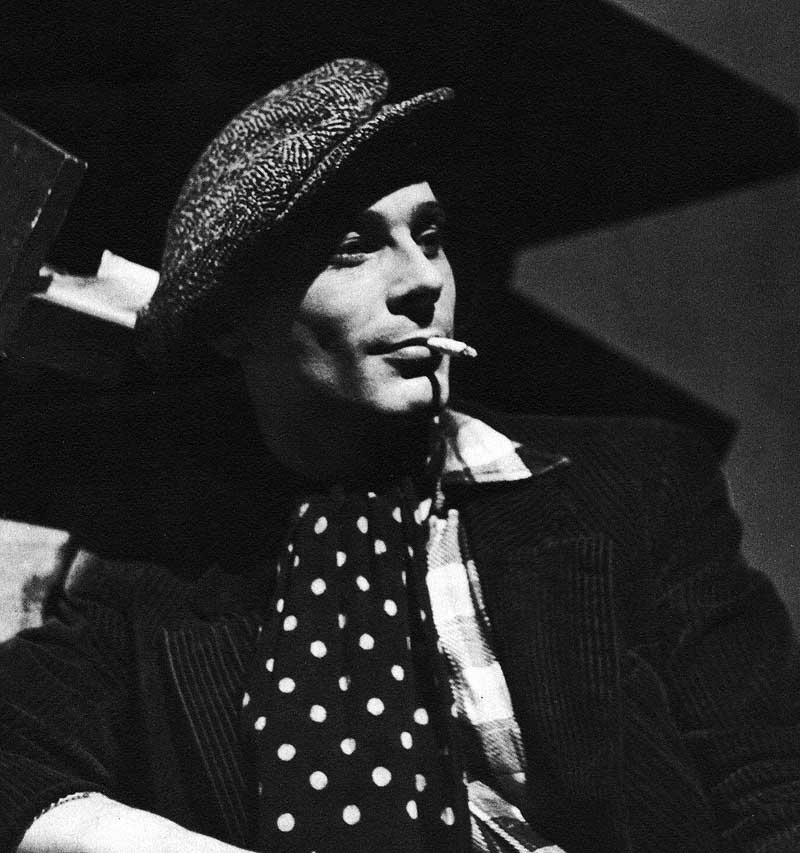
Nils Kihlberg, 1950
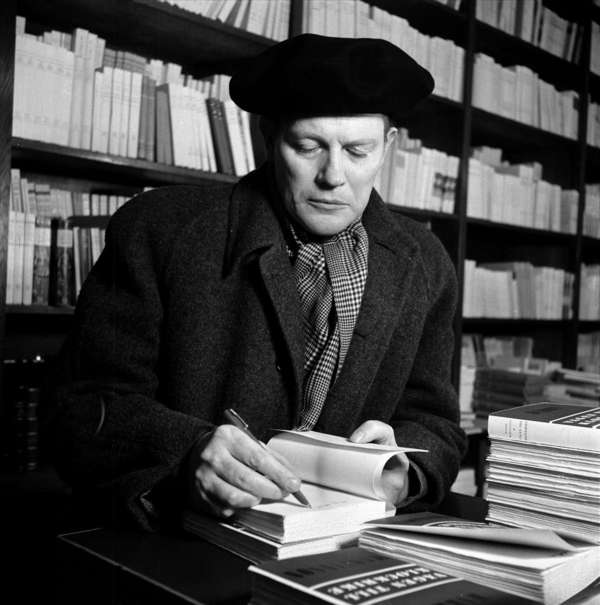
Harry Martinson, 1948
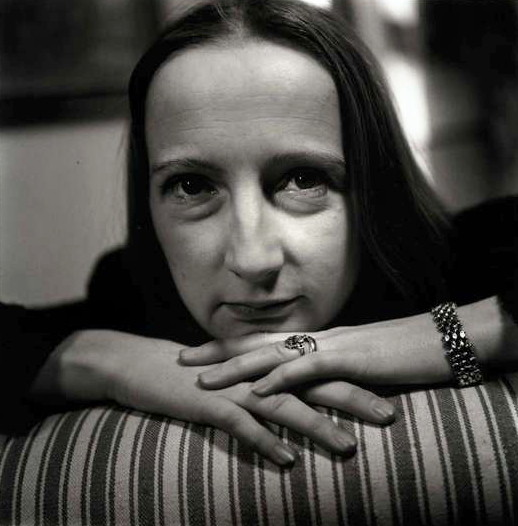
Birgit Cullberg, 1943
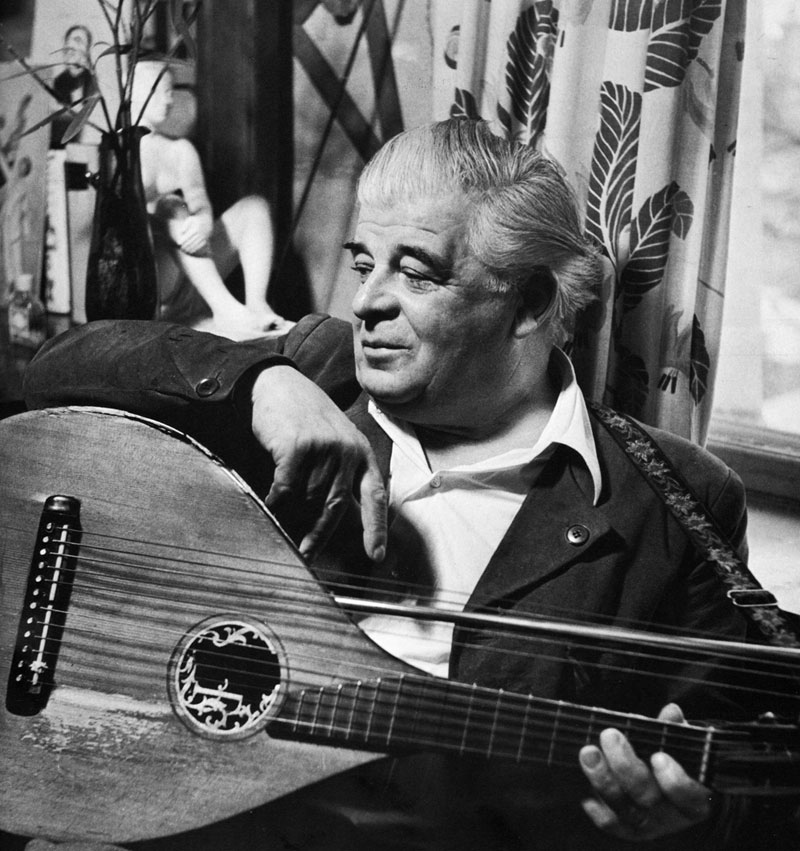
Evert Taube, 1953

### Ostatní

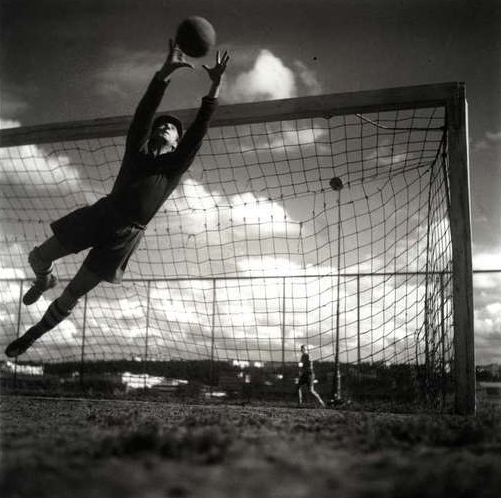
Sven Bergqvist, 1943
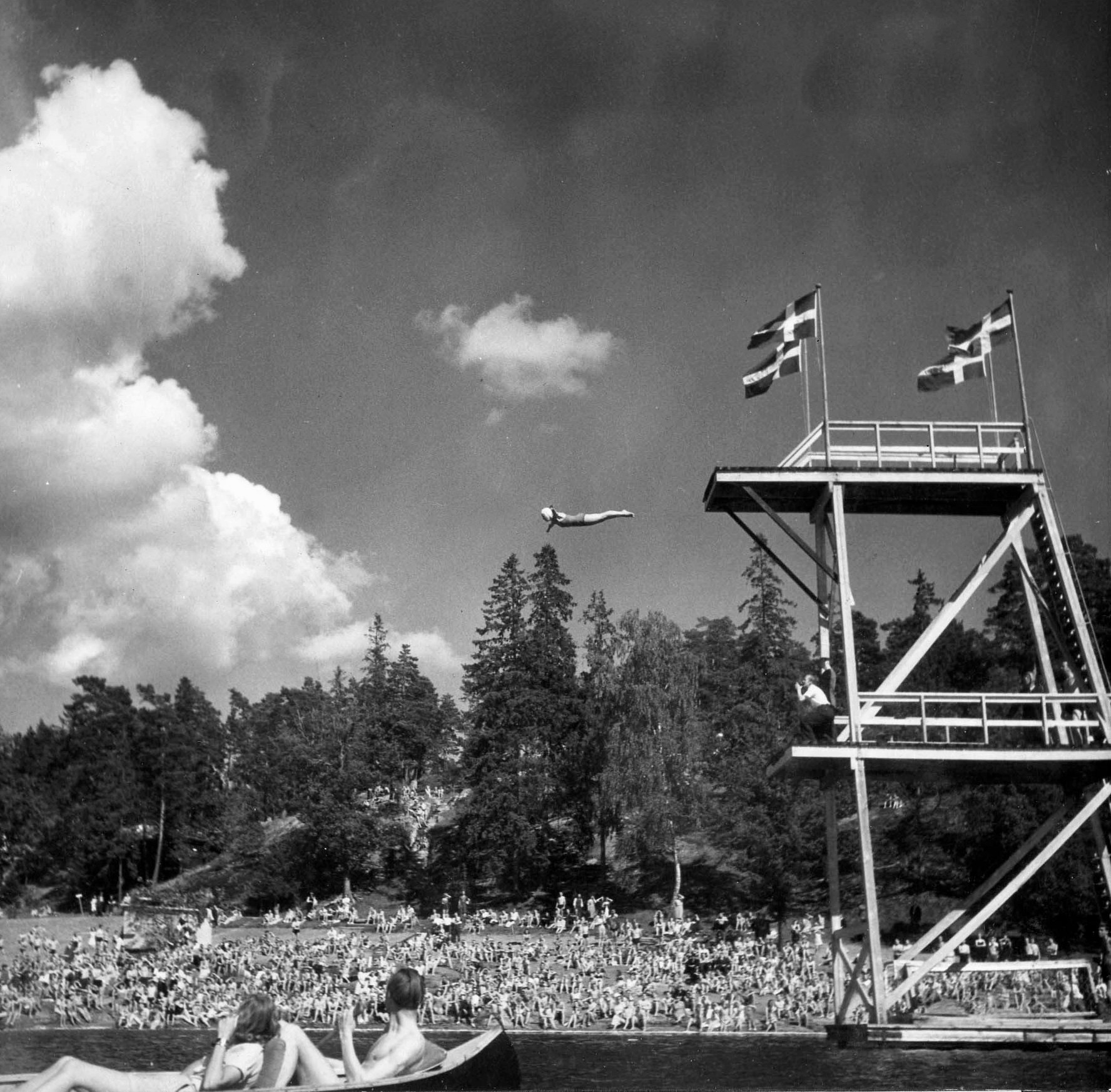
Skokanská věž Flatenbadet, 1943
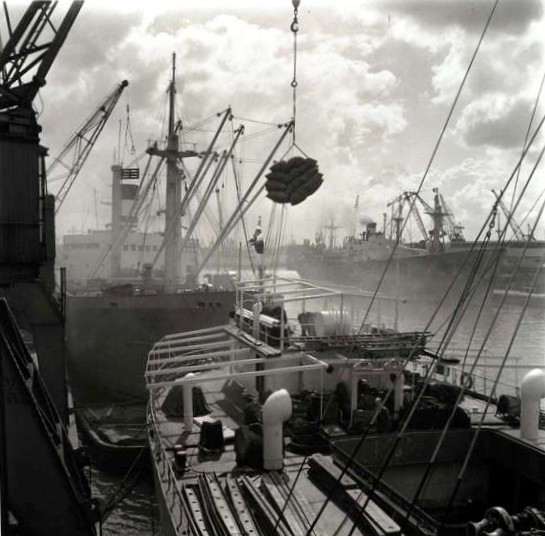
Přístav Göteborg, 1947
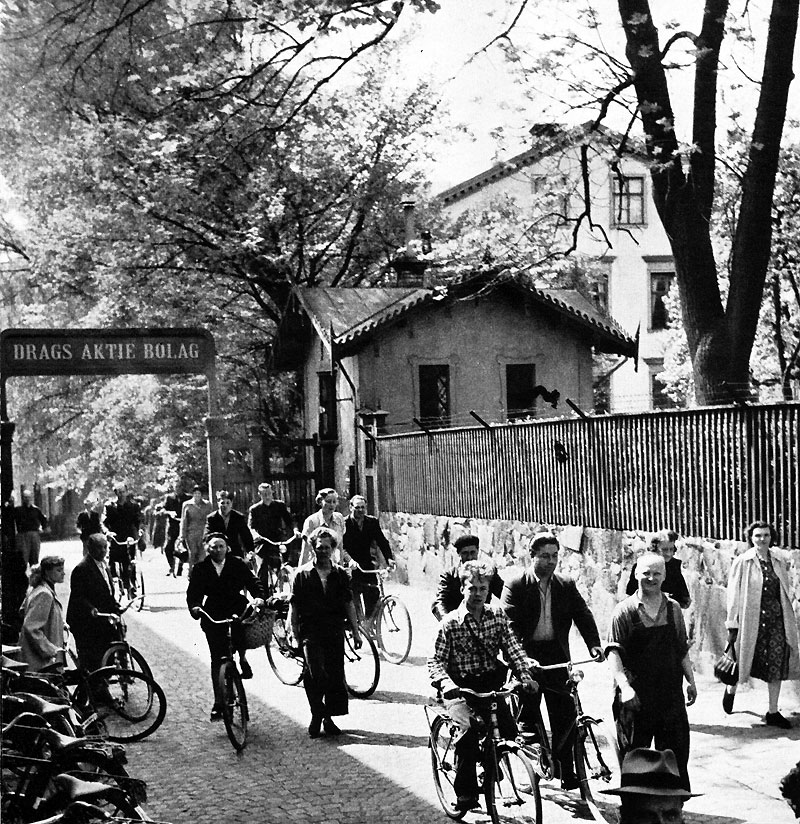
Dělníci přicházejí do společnosti Drags fabriker, Norrköping, 1953
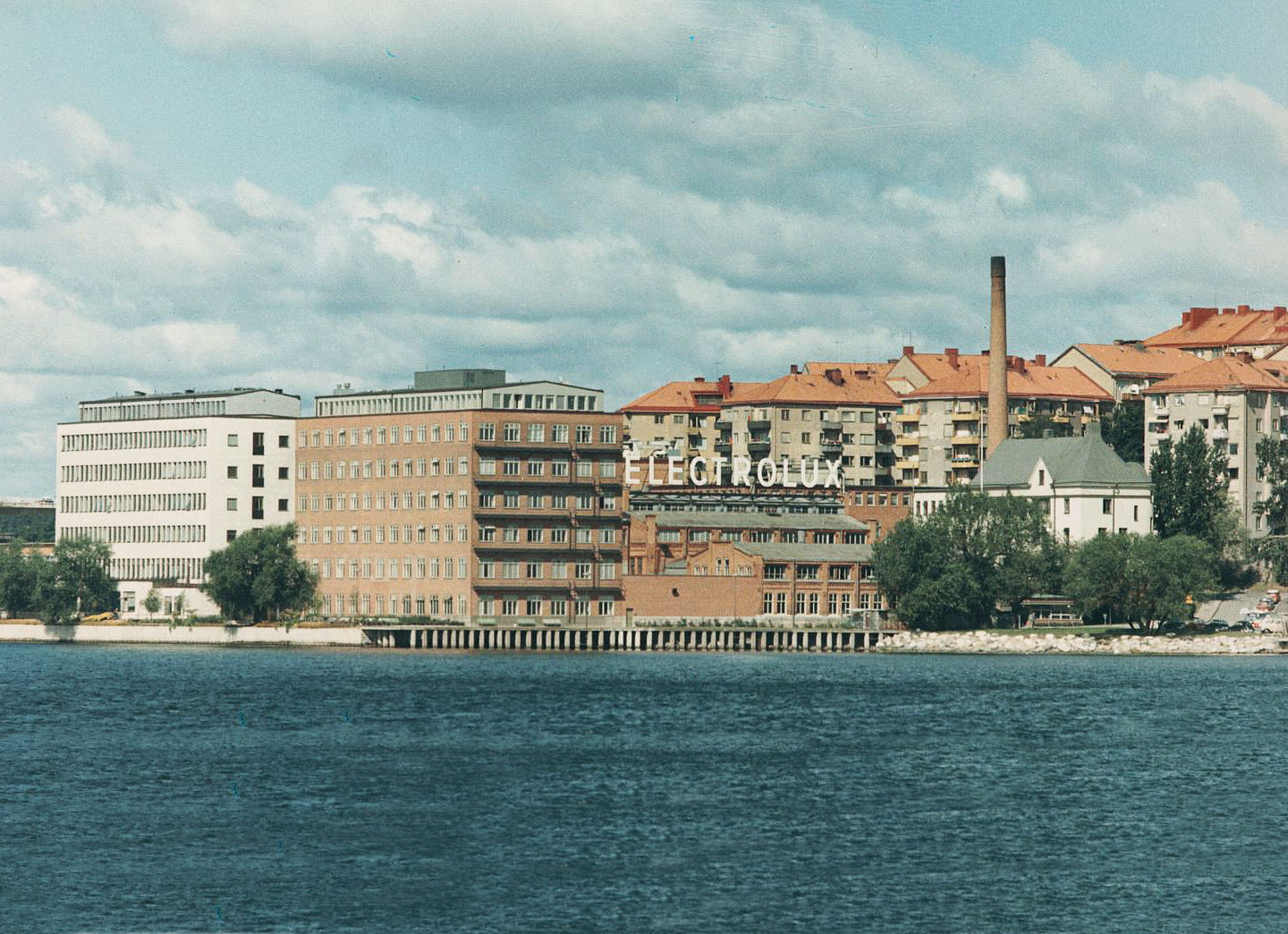
Elektrolux Lilla Essingen 1959
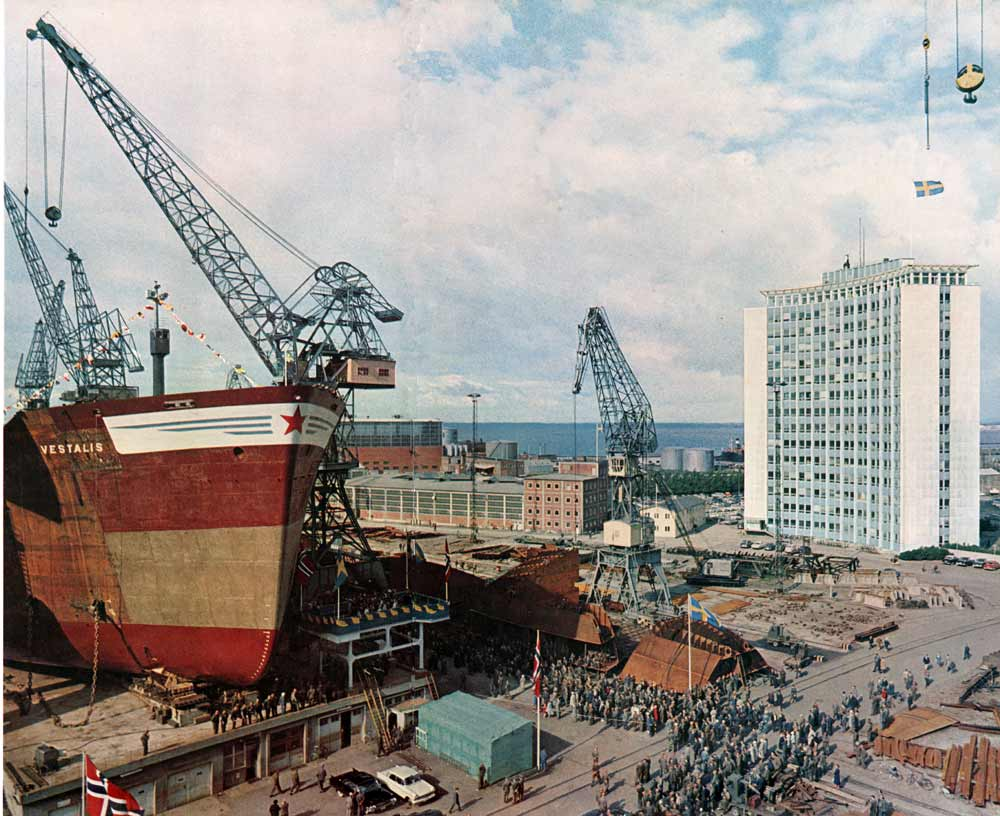
Kockums vestalia
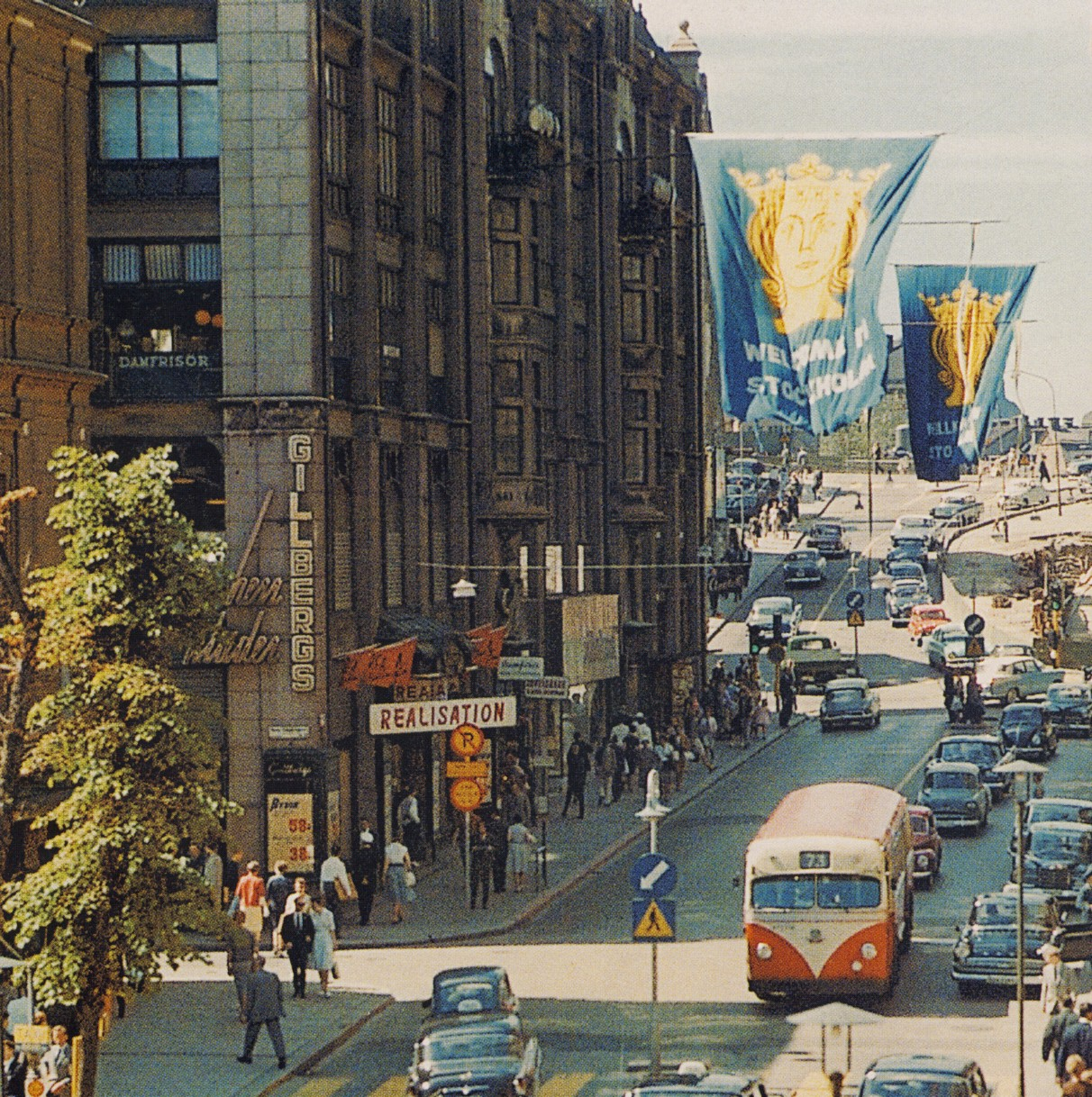
Sidenhuset, 1961
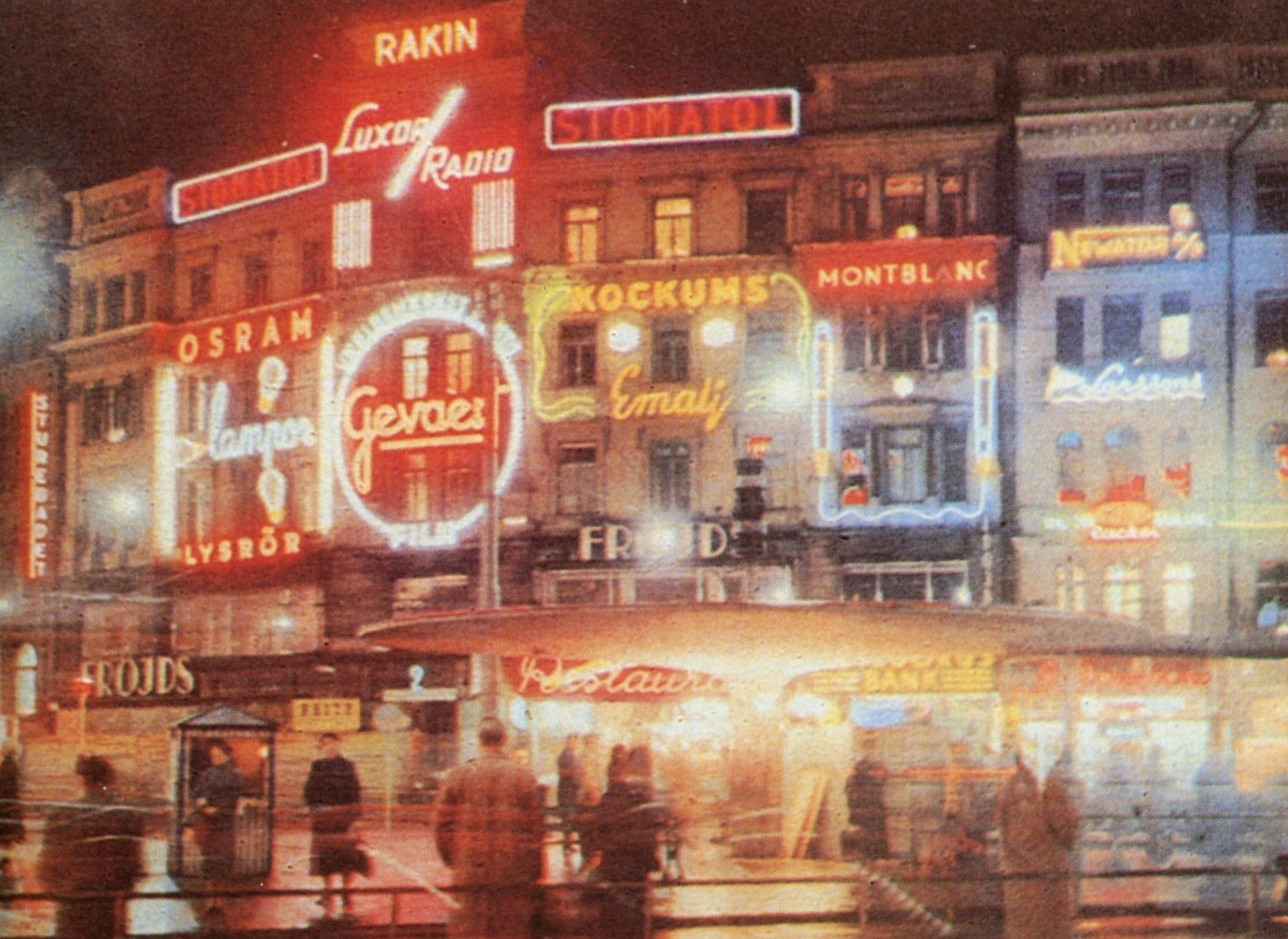
Stureplan neon, 1957
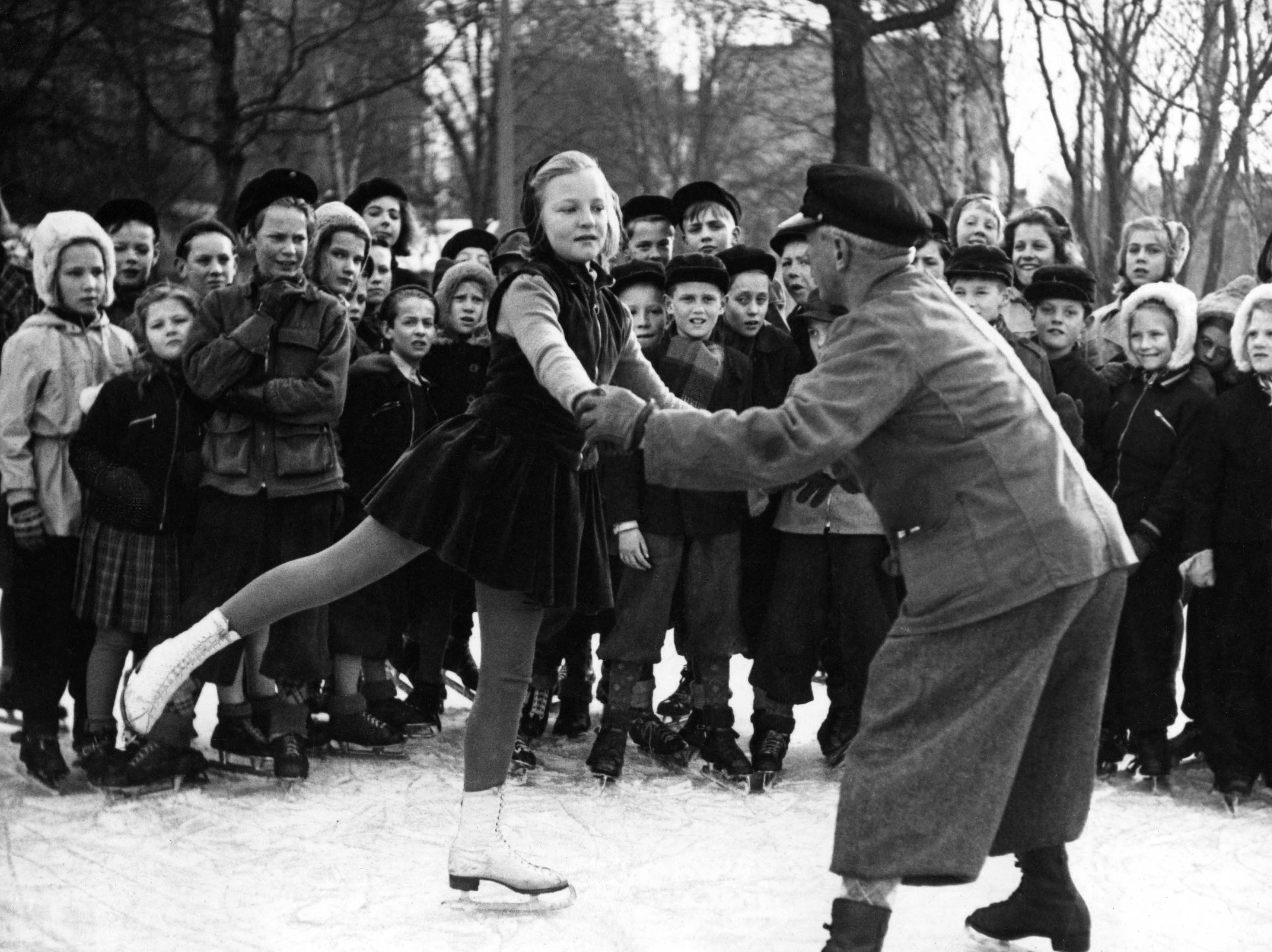
Vasaparken, 1944 Restoration
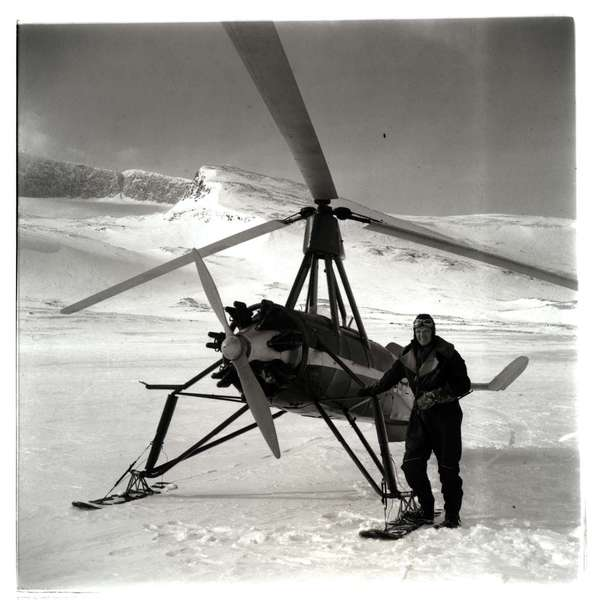
Rolf von Bahr Autogiro
Mai Zetterling
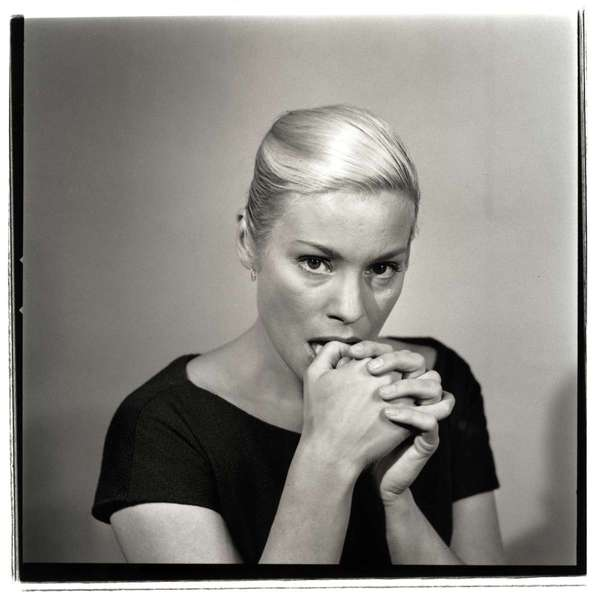
Ingrid Thulin
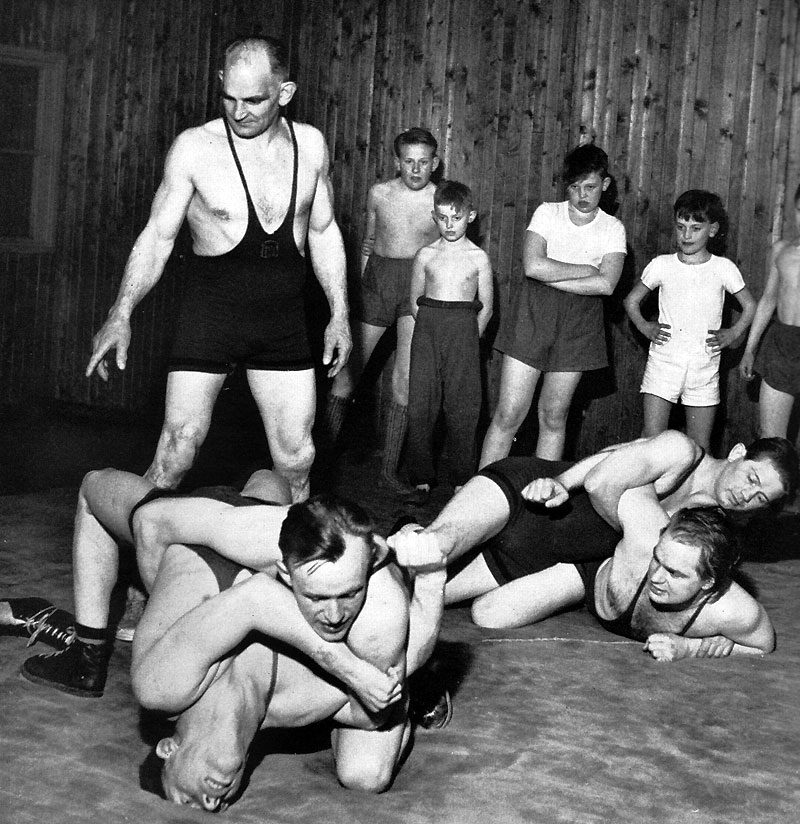
Ivar Johansson
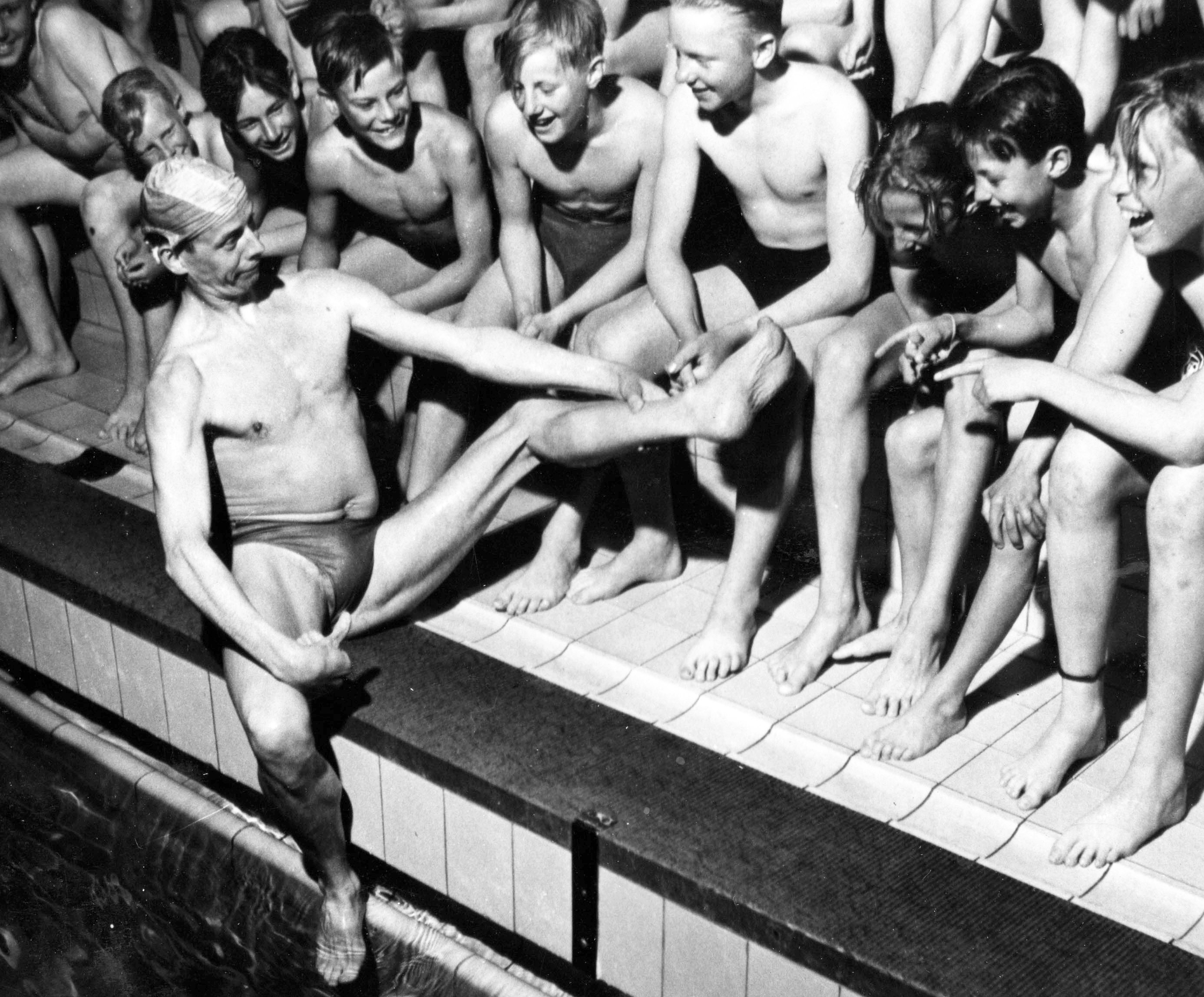
Forsgrenska badet Arne Borg, 1943